# Benő Káposzta
Benő Káposzta (7. června 1942 Budapešť – 11. srpna 2025) byl maďarský fotbalista, obránce.

## Fotbalová kariéra
V maďarské lize hrál za Dózsu Újpest. Nastoupil ve 272 ligových utkáních a dal 7 gólů. S Dózsou Újpest získal šest mistrovských titulů a dvě vítězství v maďarském fotbalovém poháru. V Poháru mistrů evropských zemí nastoupil ve 4 utkáních, v Poháru vítězů pohárů nastoupil ve 12 utkáních a dal 1 gól a ve Veletržním poháru nastoupil ve 26 utkáních a dal 1 gól. Byl členem maďarské reprezentace na Mistrovství světa ve fotbale 1966, nastoupil do 4 utkáních. Za reprezentaci Maďarska nastoupil v letech 1966–1969 v 19 utkáních.

## Ligová bilance
| Ročník                     | Zápasy | Góly | Klub         |
| -------------------------- | ------ | ---- | ------------ |
| 1. maďarská liga 1959/1960 | 1      | 0    | Dózsa Újpest |
| 1. maďarská liga 1960/1961 | 12     | 1    | Dózsa Újpest |
| 1. maďarská liga 1961/1962 | 18     | 0    | Dózsa Újpest |
| 1. maďarská liga 1962/1963 | 26     | 2    | Dózsa Újpest |
| 1. maďarská liga 1963      | 7      | 0    | Dózsa Újpest |
| 1. maďarská liga 1964      | 26     | 0    | Dózsa Újpest |
| 1. maďarská liga 1965      | 20     | 0    | Dózsa Újpest |
| 1. maďarská liga 1966      | 24     | 2    | Dózsa Újpest |
| 1. maďarská liga 1967      | 26     | 2    | Dózsa Újpest |
| 1. maďarská liga 1968      | 18     | 0    | Dózsa Újpest |
| 1. maďarská liga 1969      | 27     | 0    | Dózsa Újpest |
| 1. maďarská liga 1970      | 14     | 0    | Dózsa Újpest |
| 1. maďarská liga 1970/1971 | 27     | 0    | Dózsa Újpest |
| 1. maďarská liga 1971/1972 | 11     | 0    | Dózsa Újpest |
| 1. maďarská liga 1972/1973 | 2      | 0    | Dózsa Újpest |
| CELKEM 1. liga             | 272    | 9    |              |